# Birganj
Birganj er en by i det sydlige Nepal, med et indbyggertal (pr. 2001) på cirka 112.000. Byen ligger i Parsa-distriktet, ved grænsen til nabolandet Indien.
27°00′N 84°52′Ø / 27.000°N 84.867°Ø